# Virunum
Virunum, o Claudium Virunum, fue una ciudad romana de la provincia de Nórico cuyas ruinas se encuentran en la planicie de Zollfeld, junto a la localidad de Maria Saal, en el estado austriaco de Carintia. También pudo haber sido el nombre de un asentamiento celta-romano situado en una colina cerca de Magdalensberg. Asimismo, Virunum es actualmente una diócesis titular de la Iglesia católica.

## Historia
El Municipium Claudium Virunum, o simplemente Virunum, fue fundado durante el gobierno del emperador Claudio como la capital de la provincia de Nórico, sustituyendo al asentamiento situado en la colina de Magdalensberg, del cual pudo tomar su nombre. Este último pudo haber sido la capital del reino celta de Nórico, ciudad cuyo nombre, hasta ahora, se desconoce. La nueva fundación romana se situó en la ruta entre el mar Adriático y el río Danubio, con un ramal a través del sureste de Carintia que conectaba Virunum con la ruta del ámbar. La ciudad se estableció en una terraza a salvo de las inundaciones al borde del Zollfeld y parte de la misma se extendía hacia la colina Töltschach por el este.
Virunum tuvo derecho latino y fue la sede del gobernador provincial (procurador Augusti provinciae Norici) hasta mediados del siglo II. Tras las guerras marcomanas (bellum Germanicum en los textos romanos), la administración de la provincia se trasladó a Ovilava -la actual ciudad de Wels, en la Alta Austria- pero la gestión de las finanzas permaneció en Virunum. Cuando a finales del siglo III el emperador Diocleciano dividió la provincia de Nórico, la ciudad se convirtió en la capital de la provincia Nórico Mediterráneo.
Desde 343 Virunum fue sede episcopal. Se sabe muy poco acerca de la decadencia de la ciudad. Al estar sin fortificar y situada en un valle llano, durante el periodo de las invasiones bárbaras fue total o parcialmente evacuada por sus habitantes, que se asentaron en las colinas de los alrededores, como Ulrichsberg o Grazerkogel. En el siglo V se señala a Teurnia -cerca de la actual Spittal an der Drau- como la capital de Nórico.
El territorio bajo su administración comprendía Carintia central y baja, así como partes de Estiria, abarcando una superficie aproximada de 9000 km². Las autoridades habituales como el consejo de la ciudad o los magistrados (II viri iure dicundo) son conocidos en parte por su nombre.

## Restos arqueológicos

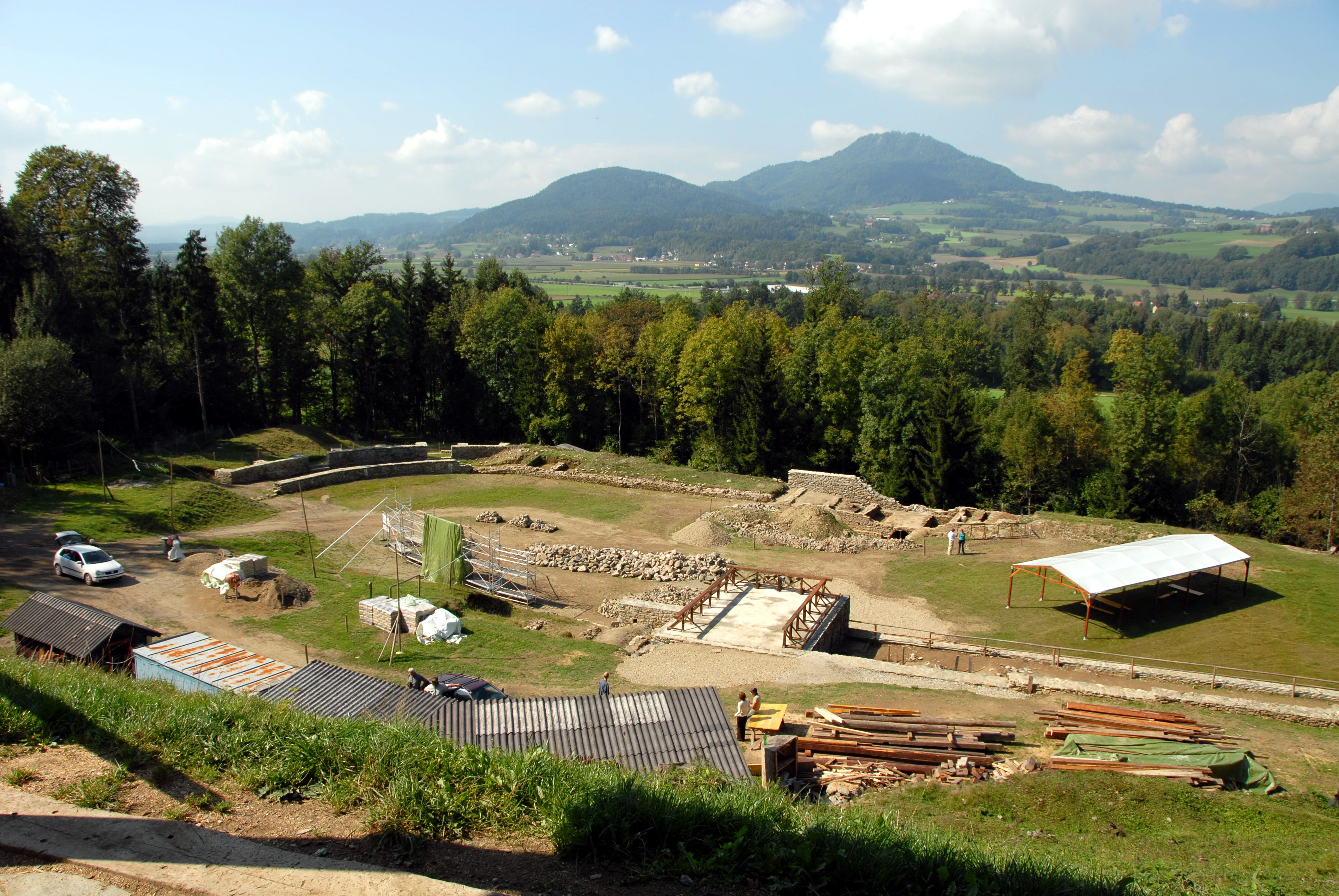
Excavaciones del anfiteatro

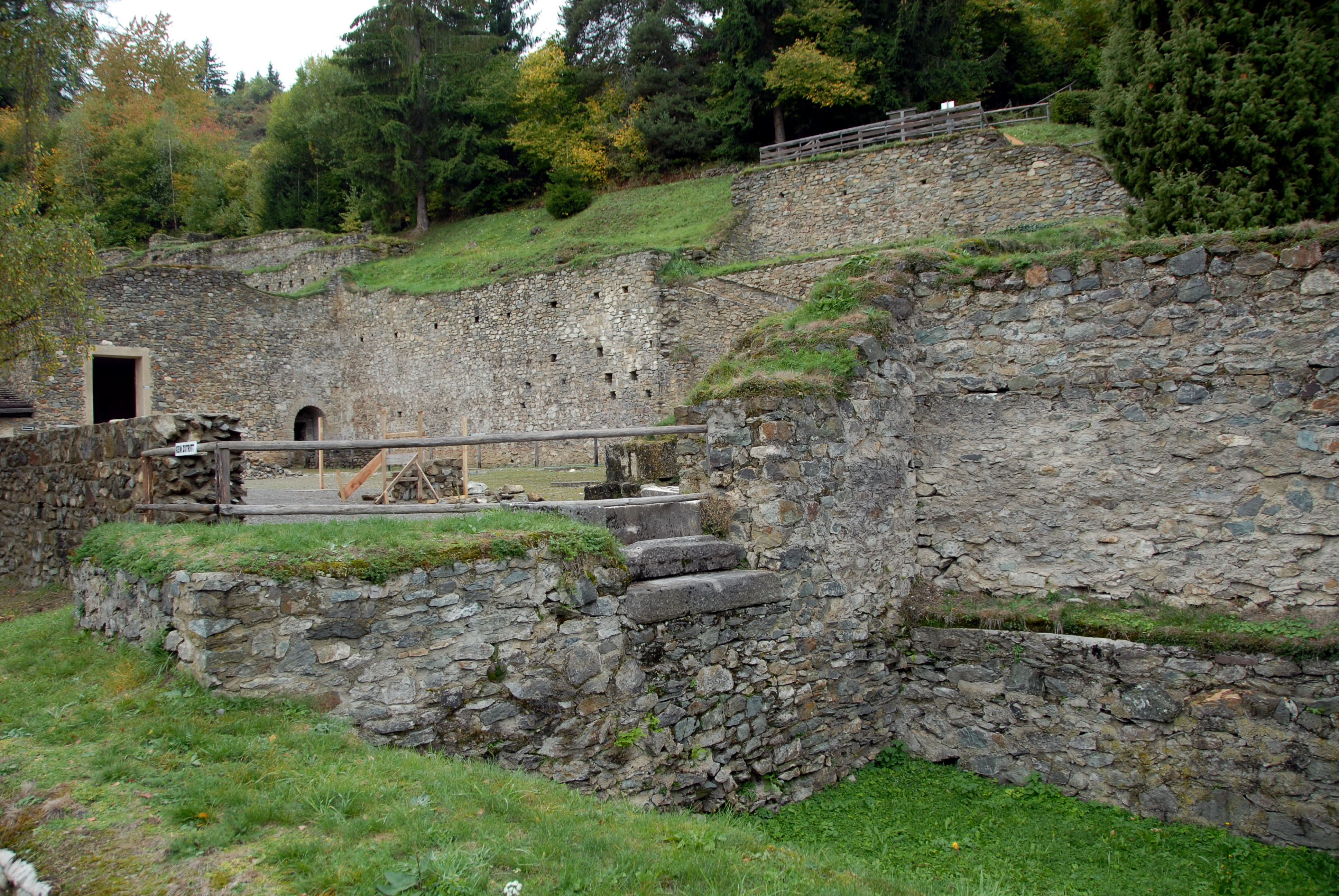
Ruinas de la colina Magdalensberg

La ciudad propiamente dicha ocupaba una superficie de unos 1000 m². Las primeras excavaciones tuvieron lugar en la segunda mitad del siglo XVIII y principios del siglo XIX, aunque la documentación resultante fue muy escasa. Desde finales de este último siglo hasta 1931 se llevaron a cabo excavaciones sistemáticas y a finales del siglo XX se culminó la excavación del anfiteatro.
La ciudad presenta un plano ortogonal, con el eje principal en dirección suroeste-noreste a lo largo del cual se excavaron el foro y el capitolio junto con dos bloques adyacentes. Asimismo se descubrió un mosaico dedicado a Dioniso de casi treinta metros cuadrados. El sistema de alcantarillado, tuberías de plomo y lugares de abastecimiento públicos prueban un buen suministro de agua.
Aparte del Capitolio de la ciudad, también fue excavado un Dolichenum dedicado a Júpiter Dolichenus. Además, se hallaron pruebas de la existencia de dos Mithraea y en 1999 se encontraron dos relieves votivos de un templo dedicado a Némesis cerca del anfiteatro. Pruebas de una primitiva iglesia cristiana, cuya existencia se suponía desde hace tiempo, se encontraron recientemente en la zona norte de la ciudad.
En la ladera de la colina Töltschach se encuentran un teatro, el único conocido en toda la provincia de Nórico, así como un anfiteatro. Un gran edificio situado al este se cree que fue el palacio del gobernador provincial.

## Prunnerkreuz

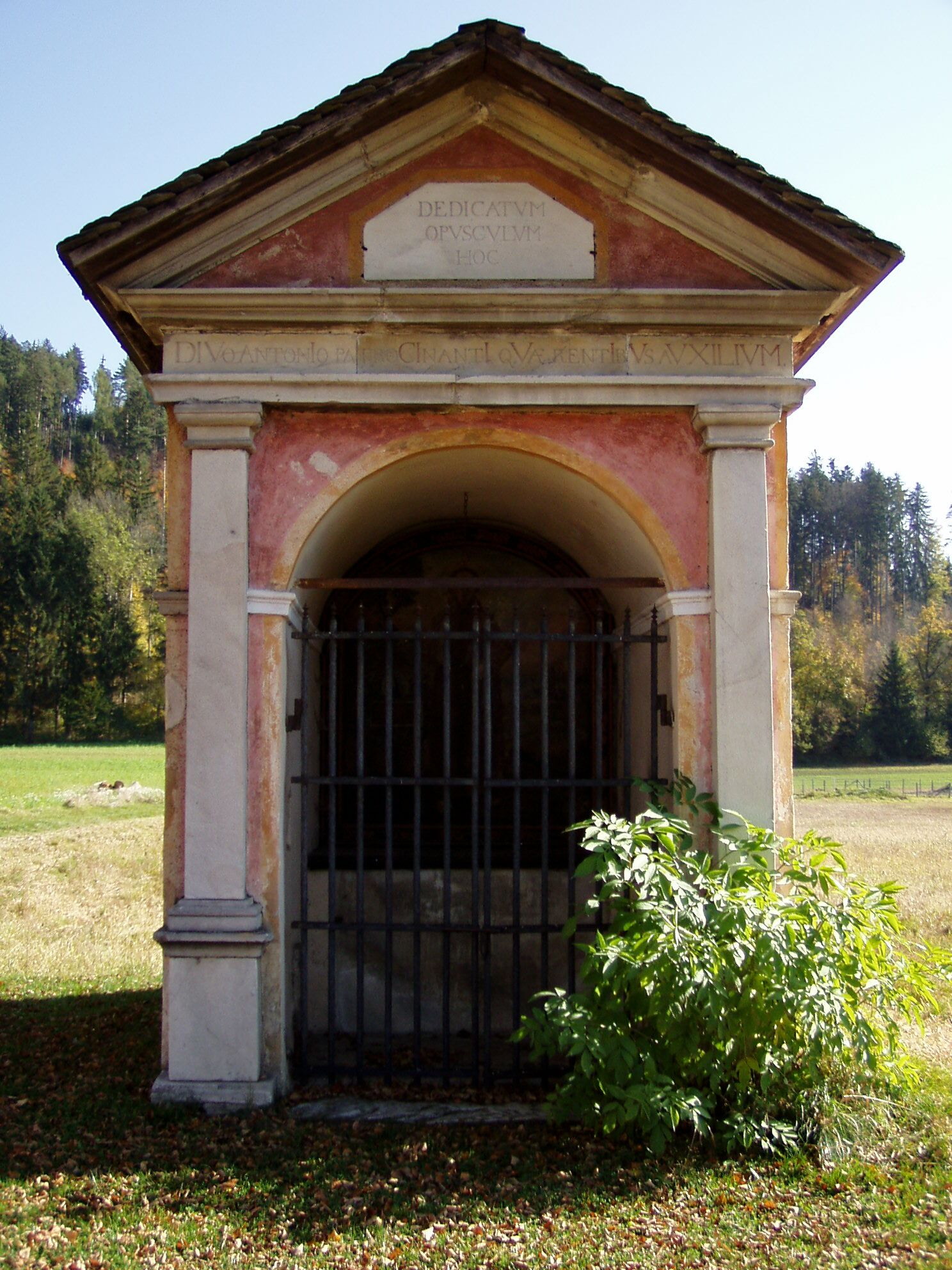
Vista de la capilla

Varias lápidas romanas de Virunum fueron incorporadas al Prunnerkreuz, una pequeña capilla construida en 1692 y situada en el límite norte de la ciudad. Johann Dominikus Prunner fue el secretario de los Estados del Ducado de Carintia y arqueólogo privado; creía que el nombre de la ciudad había sido el de Sala, del que supuestamente derivaría posteriormente el nombre de la cercana Maria Saal, por lo que situó en el muro sur de la capilla un medallón en el que grabó la inscripción HIC LOCVS EST UBI SALA STETIT - PENETRARE VIATOR (este es el lugar donde una vez estuvo Sala - viajero, pasa al interior). Otros restos integrados en la capilla fueron los siguientes:
- Una estela de mediados del siglo I en memoria de C. Iulius Censo y su esposa Iulia Privata.
- Una inscripción funeraria fechada hacia 200 y dedicada a Accius Marcus, su esposa Saturnina y su hijo Accius Maximus, soldado de la Legio II Italica.
- Dos pilastras paleocristianas que, hasta hace poco,[5] eran la única evidencia de una temprana comunidad cristiana en Virunum.

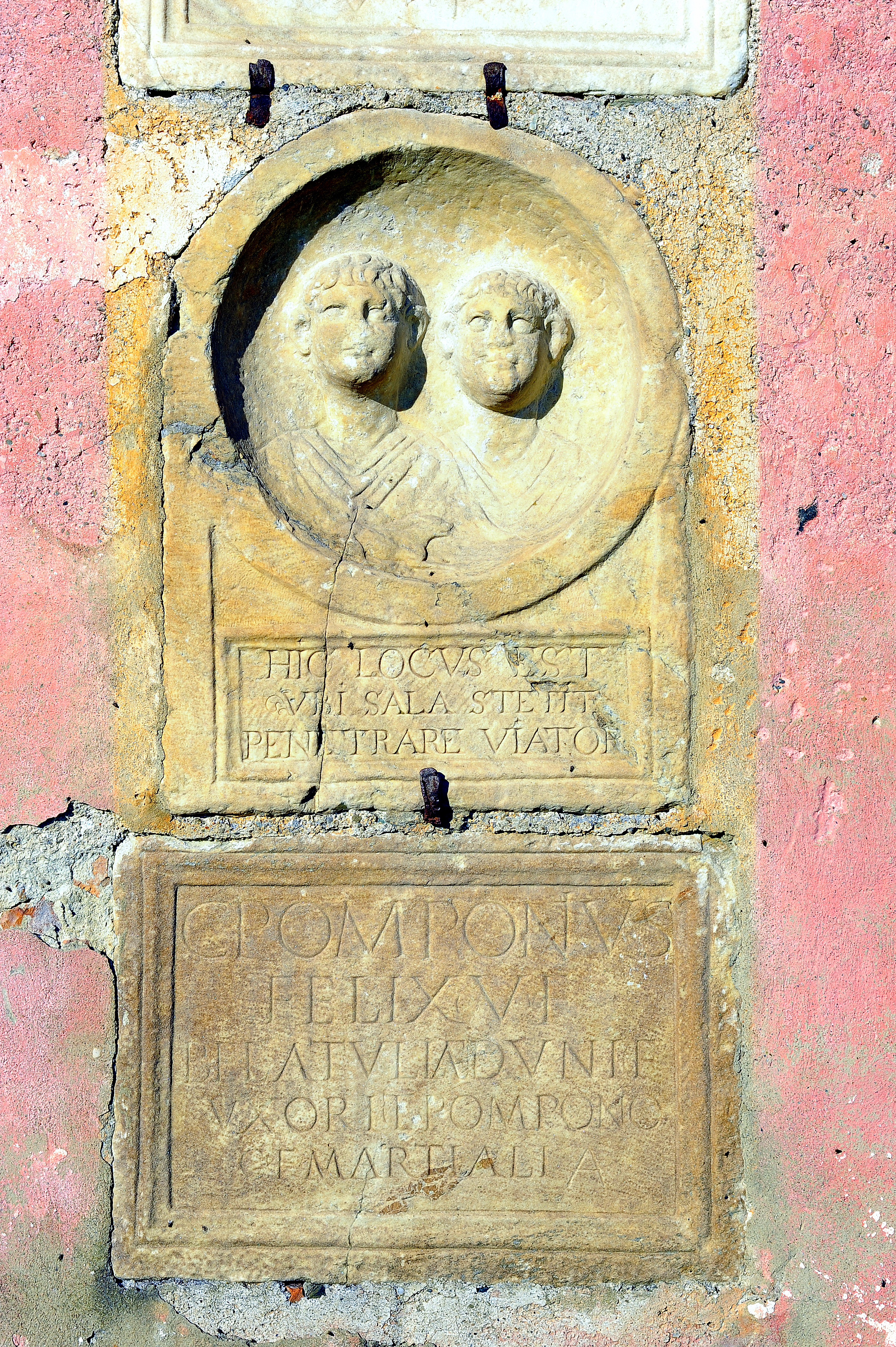
Medallón de Prunner e inscripción romana
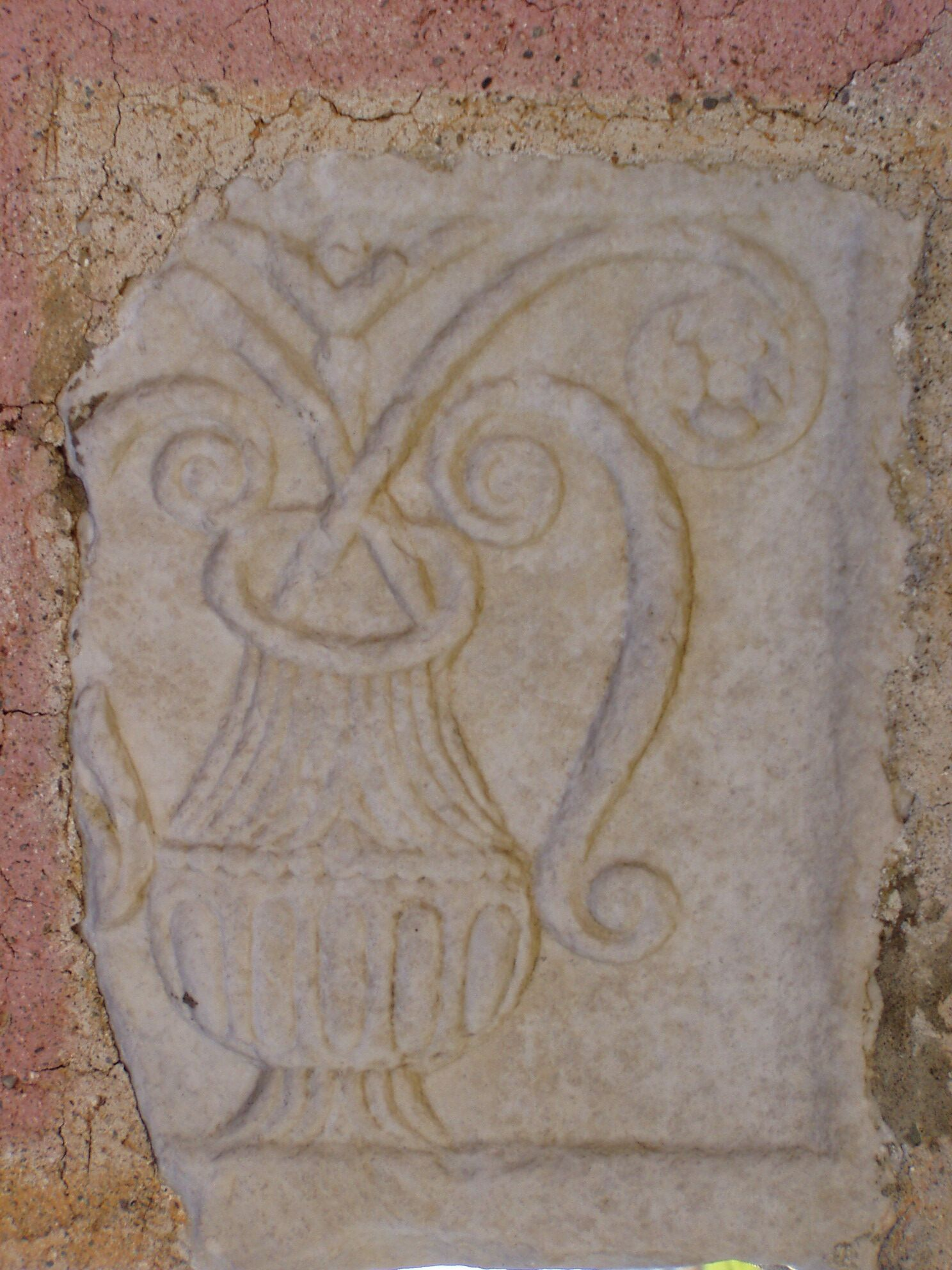
Relieve ornamental
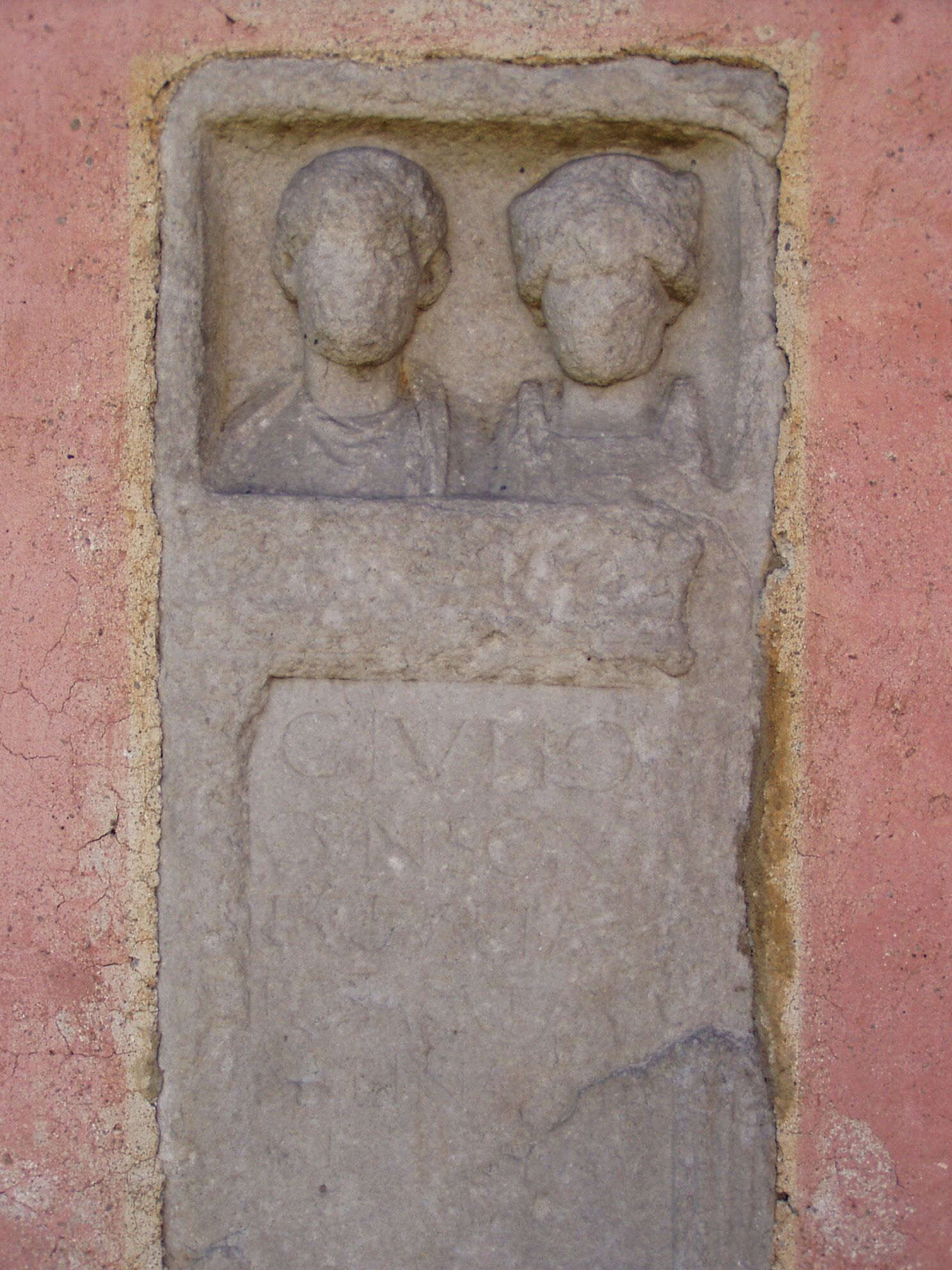
Estela romana